# Sanshin
Il sanshin (三線, letteralmente «tre corde») è uno strumento a corde pizzicate okinawano, probabilmente derivante dal sanxian cinese.  
Si tratta di un liuto dal lungo manico. La cassa di risonanza è rivestita di pelle di serpente.
È all'origine dello strumento a corde tipicamente giapponese, lo shamisen, noto anche come sangen o, ancora, jabisen (蛇皮線)..

## Famosi suonatori dijabisen
- Shihoko Miyaki